# Masahito, princ Hitači
Masahito, princ Hitači (常 陸 宮 正 仁 親王, Hitači-no-mija Masahito Šinnó; * 28. listopadu 1935, Tokio) je člen japonské císařské dynastie, mladší bratr emeritního císaře Akihita a strýc z otcovy strany císaře Naruhita. Je druhým synem a šestým dítětem císaře Šówy a císařovny Kódžun a je třetí v řadě na Chryzantémový trůn. Je znám především díky dobročinným aktivitám a svém výzkumu v oblasti příčin rakoviny.

## Raný život a vzdělání
Narodil se v Tokijském císařském paláci v Tokiu a dostal titul princ Joši (義 宮 正 仁 親王, Joši-no-mija Masahito Šinnó).
Základní a střední vzdělání získal ve škole Gakušúin, zřízené původně pro vzdělávání dětí panovnické rodiny a šlechty. Na konci roku 1944 Rada císařské domácnosti evakuovala prince Joši a korunního prince do Nikkó, aby unikli americkému bombardování Tokia.
Po válce, v letech 1947 až 1950, učila Elizabeth Grayová Viningová oba prince a jejich sestry, princezny Kazuko, Acuko a Takako, angličtinu. Její kniha, kde popisuje tuto zkušenost, má název Windows for the Crown Prince (1952).
Princ Joši získal v roce 1958 vysokoškolské vzdělání v oboru chemie na Přírodovědecké fakultě Univerzity Gakušúin. Následovalo postgraduální studium na Přírodovědecké fakultě Tokijské univerzity. V roce 1969 se stal výzkumným spolupracovníkem Japonské nadace pro výzkum rakoviny se specializací na studium buněčného dělení. Výsledky jeho výzkumu byly publikovány v odborných časopisech Japonské asociace pro rakovinu a Americké asociace pro výzkum rakoviny.
V roce 1997 získal čestný doktorát na Univerzitě George Washingtona ve Spojených státech amerických a v dubnu 2001 získal další titul na Minnesotské univerzitě. V březnu 1999 se stal čestným členem Německé asociace pro výzkum rakoviny jako uznání za jeho významné vědecké příspěvky v oblasti výzkumu rakoviny.

## Sňatek

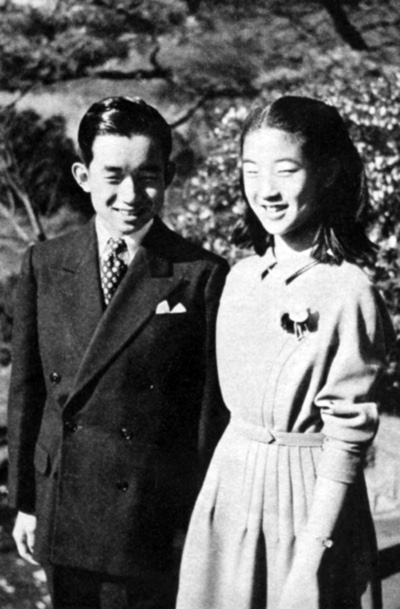
Se svou mladší sestrou princeznou Takako (1952)

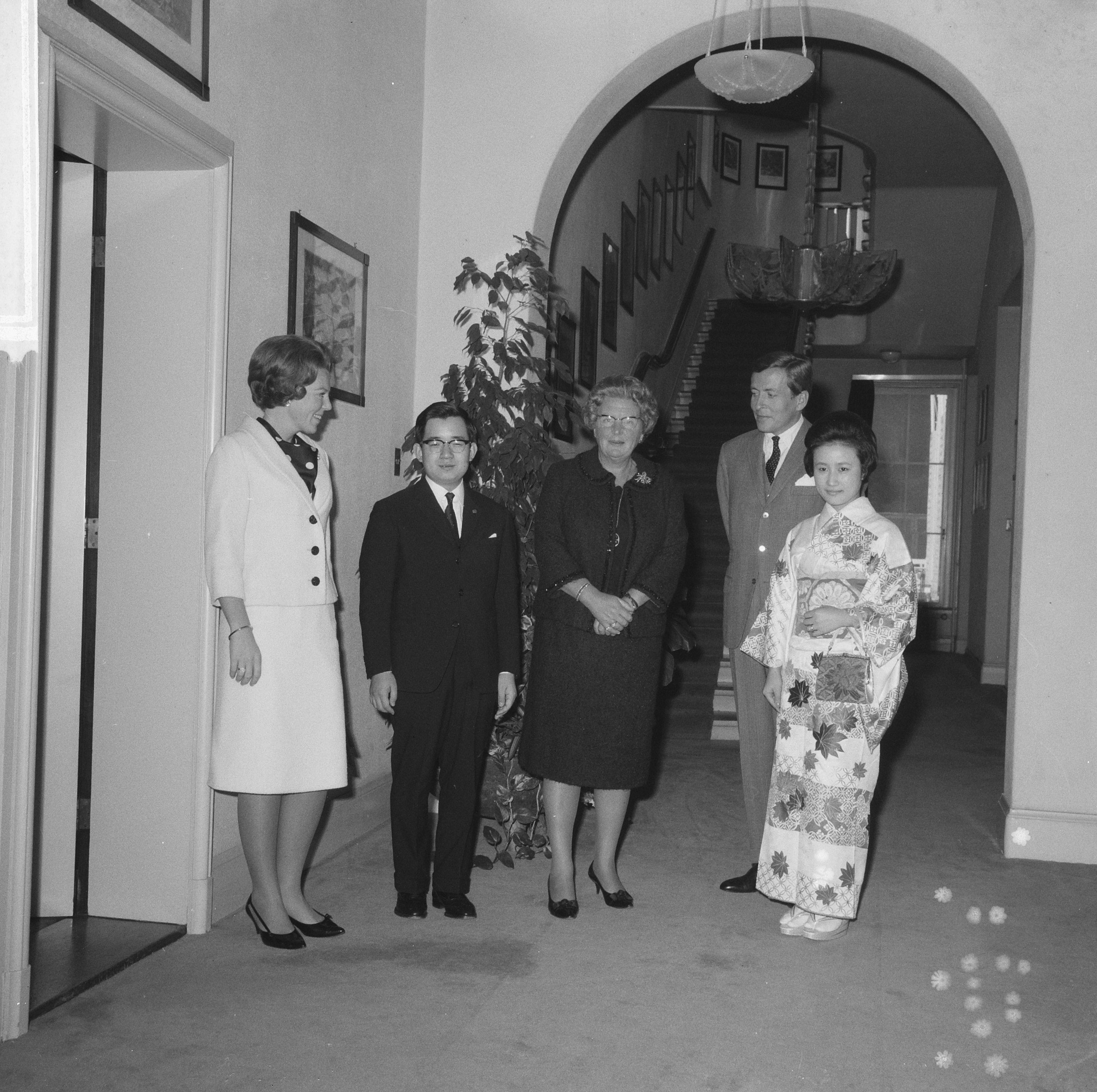
Princ Hitači a princezna Hanako s královnou Juliánou, princeznou Beatrix a princem Clausem (v paláci Soestdijk, 1965)

Dne 30. září 1964 si princ vzal Hanako Tsugaru (* 19. července 1940), čtvrtou dceru zesnulého Jošitaka Tsugaru, bývalého hraběte a potomka daimjó oblasti Tsugaru. Následujícího dne mu císař Šówa udělil titul Hitači-no-mija (princ Hitači) a povolení založit novou větev císařské rodiny na oslavu jeho svatby.
Princ Hitači a princezna Hitači mají své oficiální bydliště v paláci ve velkých zahradách u Komazawadori v Higaši v Šibuje. Nemají žádné děti.
V září 2021 japonská vláda zvažovala plány na změnu zákona o císařské domácnosti, čímž by umožnila princi Hitači adoptovat mužského člena bývalých vedlejších větví císařské rodiny šinnóke nebo óke ve snaze vyřešit debatu o japonském císařském nástupnictví.

## Veřejná služba
Princ Hitači je čestným předsedou celé řady charitativních organizací, zejména těch mezinárodních. V poslední době princ a princezna Hitači navštívili u příležitosti 70. výročí navázání diplomatických vztahů v říjnu 2005 Nikaraguu a Salvador. V září 2007 navštívili také Francii a v červnu 2009 Peru, při příležitosti oslav 110 let od založení japonské komunity v této zemi.

## Zdraví
Prince Hitači na konci února 2023 trpěl horečkou a 1. března byl hospitalizován. Byly mu diagnostikovány ureterální kameny, kvůli kterým den poté podstoupil ureterální stentování v japonském lékařském centru Červeného kříže. Z nemocnice byl propuštěn 5. března. Dne 21. března podstoupil ureterální litotrypsii a byl propuštěn 24. března. S horečkou a ztrátou chuti k jídlu byl znovu přijat do nemocnice 2. dubna a následně mu byla diagnostikována infekce močových cest. Z nemocnice byl propuštěn 24. dubna.

## Tituly a oslovení
- 28. listopadu 1935 – 1. října 1964: Jeho císařská Výsost princ Joši
- 1. října 1964 – současnost: Jeho císařská Výsost princ Hitači

## Vyznamenání

Znak větve císařské rodiny Hitači

### Národní vyznamenání
- Japonsko: Velkostuha Řádu chryzantémy (28. listopadu 1955)

### Zahraniční vyznamenání
- Dánsko: Rytíř Řádu slona (28. září 1965)[8]
- Itálie: Rytíř velkokříže Řádu zásluh o Italskou republiku (22. listopadu 1965)[9]
- Nepál: Člen Řádu Ojaswi Rajanya (19. dubna 1960)

### Čestný doktorát
- Univerzita George Washingtona
- Minnesotská univerzita
- Univerzita Čiang Mai

### Čestné pozice
- Předseda Japonské společnosti pro ochranu ptáků
- Předseda Japonské společnosti pro děti se zdravotním postižením
- Předseda Japonského institutu vynálezů a inovací
- Předseda Japonsko-dánské společnosti
- Předseda nadace Dainippon Silk Foundation
- Prezident Japonské společnosti pro rehabilitaci osob se zdravotním postižením
- Předseda Japonské umělecké asociace
- Předseda Tokijské společnosti zoologického parku
- Předseda Maison Franco-Japonaise
- Předseda fondu pro výzkum rakoviny princezny Takamacu
- Čestný předseda Japonsko-švédské společnosti
- Čestný předseda Japonsko-belgické společnosti
- Čestný předseda Japonské nadace pro výzkum rakoviny
- Čestný předseda sdružení Pasteur Japon
- Čestný viceprezident Japonské společnosti Červeného kříže

## Vývod z předků
|                        |                   |  |               |                     |  |  |  |  |  |  |  | Kómei |
|                        |                   |  |               |                     |  |  |  |  |  |  |  |       |
|                        | Meidži            |  |               |                     |  |  |  |  |  |  |  |       |
|                        |                   |  |               |                     |  |  |  |  |  |  |  |       |
|                        |                   |  |               | Jošiko Nakajama     |  |  |  |  |  |  |  |       |
|                        |                   |  |               |                     |  |  |  |  |  |  |  |       |
|                        | Taišó             |  |               |                     |  |  |  |  |  |  |  |       |
|                        |                   |  |               |                     |  |  |  |  |  |  |  |       |
|                        |                   |  |               | Micunaru Janagiwara |  |  |  |  |  |  |  |       |
|                        |                   |  |               |                     |  |  |  |  |  |  |  |       |
|                        | Naruko Janagiwara |  |               |                     |  |  |  |  |  |  |  |       |
|                        |                   |  |               |                     |  |  |  |  |  |  |  |       |
|                        |                   |  |               |                     |  |  |  |  |  |  |  |       |
|                        |                   |  |               |                     |  |  |  |  |  |  |  |       |
|                        | Hirohito          |  |               |                     |  |  |  |  |  |  |  |       |
|                        |                   |  |               |                     |  |  |  |  |  |  |  |       |
|                        |                   |  |               | Hisatada Kudžó      |  |  |  |  |  |  |  |       |
|                        |                   |  |               |                     |  |  |  |  |  |  |  |       |
|                        | Mičitaka Kudžó    |  |               |                     |  |  |  |  |  |  |  |       |
|                        |                   |  |               |                     |  |  |  |  |  |  |  |       |
|                        |                   |  |               | Meiko Karahaši      |  |  |  |  |  |  |  |       |
|                        |                   |  |               |                     |  |  |  |  |  |  |  |       |
|                        | Teimei            |  |               |                     |  |  |  |  |  |  |  |       |
|                        |                   |  |               |                     |  |  |  |  |  |  |  |       |
|                        |                   |  |               |                     |  |  |  |  |  |  |  |       |
|                        |                   |  |               |                     |  |  |  |  |  |  |  |       |
|                        | Ikuko Noma        |  |               |                     |  |  |  |  |  |  |  |       |
|                        |                   |  |               |                     |  |  |  |  |  |  |  |       |
|                        |                   |  |               |                     |  |  |  |  |  |  |  |       |
|                        |                   |  |               |                     |  |  |  |  |  |  |  |       |
| Masahito, princ Hitači |                   |  |               |                     |  |  |  |  |  |  |  |       |
|                        |                   |  |               |                     |  |  |  |  |  |  |  |       |
|                        |                   |  | Fušimi Kuniie |                     |  |  |  |  |  |  |  |       |
|                        |                   |  |               |                     |  |  |  |  |  |  |  |       |
|                        | Kuni Asahiko      |  |               |                     |  |  |  |  |  |  |  |       |
|                        |                   |  |               |                     |  |  |  |  |  |  |  |       |
|                        |                   |  |               | Takatsukasa Hiroko  |  |  |  |  |  |  |  |       |
|                        |                   |  |               |                     |  |  |  |  |  |  |  |       |
|                        | Kunijoši Kuni     |  |               |                     |  |  |  |  |  |  |  |       |
|                        |                   |  |               |                     |  |  |  |  |  |  |  |       |
|                        |                   |  |               |                     |  |  |  |  |  |  |  |       |
|                        |                   |  |               |                     |  |  |  |  |  |  |  |       |
|                        | Makiko Izumi      |  |               |                     |  |  |  |  |  |  |  |       |
|                        |                   |  |               |                     |  |  |  |  |  |  |  |       |
|                        |                   |  |               |                     |  |  |  |  |  |  |  |       |
|                        |                   |  |               |                     |  |  |  |  |  |  |  |       |
|                        | Kódžun            |  |               |                     |  |  |  |  |  |  |  |       |
|                        |                   |  |               |                     |  |  |  |  |  |  |  |       |
|                        |                   |  |               | Hisamicu Šimazu     |  |  |  |  |  |  |  |       |
|                        |                   |  |               |                     |  |  |  |  |  |  |  |       |
|                        | Tadajoši Šimazu   |  |               |                     |  |  |  |  |  |  |  |       |
|                        |                   |  |               |                     |  |  |  |  |  |  |  |       |
|                        |                   |  |               | Q117343018          |  |  |  |  |  |  |  |       |
|                        |                   |  |               |                     |  |  |  |  |  |  |  |       |
|                        | Čikako Šimazu     |  |               |                     |  |  |  |  |  |  |  |       |
|                        |                   |  |               |                     |  |  |  |  |  |  |  |       |
|                        |                   |  |               |                     |  |  |  |  |  |  |  |       |
|                        |                   |  |               |                     |  |  |  |  |  |  |  |       |
|                        | Q105711345        |  |               |                     |  |  |  |  |  |  |  |       |
|                        |                   |  |               |                     |  |  |  |  |  |  |  |       |
|                        |                   |  |               |                     |  |  |  |  |  |  |  |       |
|                        |                   |  |               |                     |  |  |  |  |  |  |  |       |